# Jan Bożydar Latkowski
Jan Bożydar Latkowski (ur. 27 stycznia 1930 w Wolbromiu, zm. 9 października 2019 w Łodzi) – polski otolaryngolog, prof. zw. dr hab.

## Życiorys
Syn Tomasza i Janiny. Studiował w Akademii Medycznej w Łodzi. Obronił pracę doktorską, następnie otrzymał stopień doktora habilitowanego. 12 kwietnia 1979 nadano mu tytuł profesora w zakresie nauk medycznych. Rozpoczął pracę jako lekarz rejonowy w Mątwach i w Zgierzu (w Zakładach "Boruta"). W tym okresie (lata 1957-1961) pełnił funkcję kierownika Wydziału Zdrowia Rady Narodowej w Zgierzu. W latach 1957-1958 odbył wolontariat na oddziale chirurgii. Następnie pracował w Klinice Laryngologicznej Akademii Medycznej w Łodzi (1950-1973), w Centrum Doskonalenia Medycznego na Uniwersytecie Medycznym w Łodzi oraz był kierownikiem I Katedry Otolaryngologii Uniwersytetu Medycznego w Łodzi (od 1989 r.). Pełnił funkcję profesora zwyczajnego w Katedrze Nauk Klinicznych na Uniwersytecie Medycznym w Łodzi, a także prodziekana na Wydziale Lekarskim Uniwersytetu Medycznego w Łodzi i Pełnomocnika Rektora ds. Nauczania.

## Odznaczenia
- Krzyż Oficerski Orderu Odrodzenia Polski[7] (2000)[8]
- Krzyż Kawalerski Orderu Odrodzenia Polski[7]
- Złoty Krzyż Zasługi[7]
- Złoty Medal Alberta Schweitzera[7]